# Gran Premi de Turquia del 2007
El Gran Premi de Turquia del 2007 va ser disputat el 26 d'agost del 2007, al circuit d'Istanbul. Fou la 12a carrera de la temporada.

## Resultats de la cursa
| Pos | No | Pilot                | Equip                | Voltes | Temps/ Retirada         | Pos. de sortida | Punts |
| --- | -- | -------------------- | -------------------- | ------ | ----------------------- | --------------- | ----- |
| 1   | 5  | Felipe Massa         | Ferrari              | 58     | 1: 26: 42. 161          | 1               | 10    |
| 2   | 6  | Kimi Räikkönen       | Ferrari              | 58     | + 2.2 s                 | 3               | 8     |
| 3   | 1  | Fernando Alonso      | McLaren - Mercedes   | 58     | + 26.1 s                | 4               | 6     |
| 4   | 9  | Nick Heidfeld        | BMW Sauber           | 58     | + 39.6 s                | 6               | 5     |
| 5   | 2  | Lewis Hamilton       | McLaren - Mercedes   | 58     | + 45.0 s                | 2               | 4     |
| 6   | 4  | Heikki Kovalainen    | Renault              | 58     | + 46.1 s                | 7               | 3     |
| 7   | 16 | Nico Rosberg         | Williams - Toyota    | 58     | + 55.7 s                | 8               | 2     |
| 8   | 10 | Robert Kubica        | BMW Sauber           | 58     | + 56.7 s                | 5               | 1     |
| 9   | 3  | Giancarlo Fisichella | Renault              | 58     | + 59.4 s                | 10              |       |
| 10  | 14 | David Coulthard      | Red Bull - Renault   | 58     | + 71.0 s                | 13              |       |
| 11  | 17 | Alex Wurz            | Williams - Toyota    | 58     | + 79.6 s                | 14              |       |
| 12  | 11 | Ralf Schumacher      | Toyota               | 57     | + 1 Volta               | 16              |       |
| 13  | 7  | Jenson Button        | Honda                | 57     | + 1 Volta               | 21              |       |
| 14  | 23 | Anthony Davidson     | Super Aguri - Honda  | 57     | + 1 Volta               | 11              |       |
| 15  | 18 | Vitantonio Liuzzi    | Toro Rosso - Ferrari | 57     | + 1 Volta               | 15              |       |
| 16  | 12 | Jarno Trulli         | Toyota               | 57     | + 1 Volta               | 9               |       |
| 17  | 8  | Rubens Barrichello   | Honda                | 57     | + 1 Volta               | 22              |       |
| 18  | 22 | Takuma Sato          | Super Aguri - Honda  | 57     | + 1 Volta               | 17              |       |
| 19  | 19 | Sebastian Vettel     | Toro Rosso - Ferrari | 57     | + 1 Volta               | 18              |       |
| 20  | 21 | Sakon Yamamoto       | Spyker - Ferrari     | 56     | + 2 Voltes              | 20              |       |
| 21  | 20 | Adrian Sutil         | Spyker - Ferrari     | 53     | Pressió del combustible | 19              |       |
| Ret | 15 | Mark Webber          | Red Bull - Renault   | 9      | Hidràulics              | 12              |       |

## Altres
- Pole: Felipe Massa 1: 27. 329
- Volta ràpida: Kimi Räikkönen 1: 27. 295 a la volta 57

| Cursa anterior: Gran Premi d'Hongria del 2007 | FIA 2007 Campionat del Món | Cursa Següent: Gran Premi d'Itàlia del 2007 |
| Anterior G.P.: Gran Premi de Turquia del 2006 | Gran Premi de Turquia      | Pròxim G.P.: Gran Premi de Turquia del 2008 |